# Șahbuz
Șahbuz este un oraș din Azerbaidjan.